# EX-A3
La futura autovía EX-A3 pertenecerá a la red de carreteras de titularidad de la Junta de Extremadura.
Seguirá, básicamente, el trazado actual de las carreteras EX-112 y EX-101, cuyo desarrollo tendrá continuidad en los tramos coincidentes y no serán sustituidas por la futura autovía.
Esta autovía hará que pueblos de la zona, como Oliva de la Frontera, Fregenal de la Sierra o Burguillos del Cerro tengan mejores comunicaciones con ciudades grandes aunque actualmente es un proyecto paralizado y sin fecha para que comience su construcción.

## Tramos y estado
La ejecución de la autovía se llevará a cabo según cuatro tramos:
| Tramo                                        | Estado (2025)                                      | km    |
| -------------------------------------------- | -------------------------------------------------- | ----- |
| Zafra ( A-66 ) - Alconera                    | Proyecto terminado (pendiente licitación de obras) | 15,37 |
| Alconera - Burguillos del Cerro              | Proyecto terminado (pendiente licitación de obras) | 9,24  |
| Burguillos del Cerro - Brovales              | Proyecto terminado (pendiente licitación de obras) | 8,29  |
| Brovales - Jerez de los Caballeros ( N-435 ) | Proyecto terminado (pendiente licitación de obras) | 7,86  |